# ПЛ Кьодан
ПЛ Кьодан або Церква «Перфект Ліберті» (яп. パーフェクト リバティー教団, пафекуто рібаті кьодан, «Церква досконалої свободи», англ. Church of Perfect Liberty) — новітня синкретична релігійна секта в Японії, заснована на початку 20 століття у період Тайсьо. Скорочена назва — PL або Церква PL.

## Історія
Основні доктрини секти були сформульовані 1912 року японським ліворадикалом Канадою Токуміцу, який створив свою власну Велику Церкву Токуміцу (徳光大教会). Після його смерті у 1919 р. послідовники його вчення були очолені дзенівським монахом Мікі Токухару, який взяв на озброєння принципи покійного, і у 1924 р. заснував власну секту — Церква Токуміцу людського шляху (人道徳光教会) як підрозділ синтоїстській неосекти Фусо-кьо. У 1931 р. назва організації була змінена на Церкву Людського шляху (ひとのみち教団と). У 1937 р. ця організація була заборонена японською владою за підозри у шпигунстві на користь ворожих держав та неповагу до імператорського дому Японії, а лідери секти потрапили у в'язницю.
Після війни, у 1946 р. звільнений з в'язниці Мікі Токутіка створив нову секту — «Церкву Досконалої Свободи» або ПЛ-Кьодан (パーフェクト リバティー教団). Віровчення секти було синкретичним — поєднувало у собі елементи дзенівського буддизм і народного синтоїзму. Мікі Токутіка вважається Першим патріархом секти.

## Вчення
У основі віровчення секти лежить постулат «життя — це мистецтво». Людина є художником, а Бог — найвидатнішим із митців. Отже, якщо божественна благодать міститься у всіх проявах буття, то заняття будь-яким виглядом мистецтва призводить до злиття людини з Богом, просвітлення і отримання абсолютної свободи. Віровчення містить так званий «феномен Его», за яким егоїзм як форма самовираження особистості може бути шляхом до поєднання з Богом.
У основі догматики ПЛ-Кьодан лежить поняття бога, сутність якого охоплює всі прояви буття. Бог секти перестав бути Богом у традиційному розумінні. Він не всюдисущий і не всемогутній, але присутній у кожному елементі буття. Вважається, що такий бог може бути пізнаним і охарактеризованим.
Культ секти спрощений і відповідає звичаям парафіян. Значне місце посідають ворожіння і цілительство. Особливе культове значення надається заняттям мистецтвом. Вважається, що саме життя — це мистецтво.
Соціальні відносини у ПЛ-Кьодан жорстко регламентовані. Існує чітка ієрархія на чолі з авторитарним лідером секти. ПЛ-Кьодан має мережу освітянських і спортивних установ.
Чисельність прихильників секти наприкінці XX століття становить близько 3 мільйони осіб, переважно у Японії. Штаб-квартира конфесії розміщається у Японії, поблизу м. Осака.